# Liste skythischer Könige
Liste der skythischen Herrscher und Könige

Die Herrschaft wurde bei den Skythen anscheinend gewöhnlich vom Vater auf den jüngsten Sohn vererbt (Ultimogenitur). Folgende Liste ist unvollständig, besonders in der Frühzeit können in den Schriftquellen Kriegsführer mit Königen verwechselt worden sein:
- Gründerheros Targitaos, Sohn des Zeus und einer Flussgöttin (mythisch)
- Lipoxais, Arpoxais, und Kolaxes, Söhne des Leipoxais, Stammväter der verschiedenen skythischen Teilstämme (mythisch).
- Išpakai in der Regierungszeit  Assurhaddons (680–669)
- Bartatua, vielleicht der Nachfolger Ischpakais, in der Regierungszeit  Assurhaddons
- um 616 Madyes, Sohn des Partatua
- um 514 Idanthyrsos
- Ariantas, versuchte eine Volkszählung mit Pfeilspitzen.
- Saulios, 6. Jh.
- Ariapeithes
- Skyles (vor 424), Sohn von Ariapeithes  und einer Griechin aus Istros. Abgesetzt, weil er gegen die althergebrachten Sitten verstoßen hatte, floh zu dem Thrakerkönig Sitalkes.
- Oktamasades, Bruder von Skyles
- Atheas (?–339)
- Agaros, Verbündeter des Satyros aus dem bosporanischen Reich.
- Kanita, 3. Jh.
- Saitaphernes aus dem Stamm der Sai, Wende 3./2. Jh.
- Skiluros, zweite Hälfte 2. Jh., gründet Neapolis
- Palakos, Ende 2. Jh.
- Pharnakes II.
- Saumakos, ein ehemaliger Sklave des Pairisades, Herrscher des  Bosporanischen Reiches.